# طرخشقون مجنح
طرخشقون مجنح (باللاتينية: Taraxacum alatum) هو نوع نباتي يتبع جنس الطرخشقون من القبيلة الشيكورية.